# 等边多边形
在歐幾里得幾何中，等邊多邊形是指每條邊都一樣長的多邊形。如果這個多邊形的角也都相等，那麼它是一個正多邊形。等邊三邊形及等邊四邊形一定是凸多邊形，邊長超過四的等邊多邊形可能是凸多邊形，也可能是凹多边形或是自相交的多邊形。
等邊三角形也會是正三角形。等邊四邊形即為菱形（其中也包括了正方形）。